# Abdurrahman Hibri
Abdurrahman Hibri (* Mai 1604 in Edirne; † 1658 oder 1659 ebenda) war ein osmanischer Dichter und Historiograph. Sein Hauptwerk Enısü'l-Müsamirın (dt. “Der Freund der abendlichen Unterhaltungen”) ist eine historische, topographische und biographische Beschreibung von Edirne und Umgebung.

## Leben
Abdurrahmans Vater war der muderris (Professor) an der Medrese von Taşlıq, Habbazzade Hasan Efendi († 1630), genannt Salbaş. Aus diesem Grunde wird Hibri auch Salbaşzâde genannt. Hibris Onkel väterlicherseits war der Qādī (Richter) Abdulqadir Efendi († 1676), dessen Lebensdaten von früheren Historikern oft mit den seinen verwechselt wurden. Abdurrahman wuchs in Edirne auf und studierte dort und in Istanbul. Den Beinamen hibri (dt. „Der Wissende“) wählte er als Pseudonym oder nom-de-plume, unter dem er als junger Mann Gedichte verfasste. Nach Beendigung seiner Ausbildung war er als muderris in einigen Lehranstalten von Edirne bis zu seinem Lebensende tätig. Nur den Haddsch nach Mekka 1632 sowie eine Lehrtätigkeit von 1636 bis 1637 an der medrese von Oruç Paşa im nahegelegenen Didymoticho (Dimetoka) unterbrachen seinen Aufenthalt.
Von der eher unbedeutenden medrese von Emir Qadı, über die von Ibrahım Paşa (1639), Sarracciyye (1643), Eminiyye (1643), Alı Beğ (1644), Eski Cami (1646) stieg er in die berühmteren von Üç Şerefeli (1655) und Dar-ul-hadış (1658) auf. Zu dieser Zeit war Edirne ein Knotenpunkt intellektuellen Lebens und ökonomischen Fortschritts. Auch Sultane, wie Ahmed I. oder Murad IV. lebten ganz oder zeitweise hier. Abdurrahman Hibri Efendi war in Edirne als Lehrer und Dichter hoch angesehen. Sein Todesjahr ist auf seinem Grabstein am Yıldırım-Friedhof festgehalten, aber lediglich mit der Jahreszahl 1069 der islamischen Zeitrechnung (1658 bis 1659 u. Z.).

## Werk
Enısü'l-Müsamirın entstand 1636, andere Autoren haben später kleine Nachträge dazugefügt. Das Werk ist in 14 Kapitel unterteilt und beschreibt nicht nur Edirne selbst, sondern auch eine große Zahl kleinerer Orte im Einzugsbereich der Stadt. Besonders die nicht mehr als eine Tagesreise entfernten Didymoticho (Dimetoka), Uzunköprü (Ergene Köprüsü), Havsa, Swilengrad (Cisr-i Mustafa Paşa) und Ormenion (Çirmen) werden ausführlicher geschildert.
Im Vorwort nennt er als Grund seiner Arbeit die Tatsache, dass in Persien und Arabien schon viele Ortsbeschreibungen verfasst worden seien, bisher jedoch keine im osmanischen Reich. Mit dem Jahr 1358, das er irrtümlich als Jahr der osmanischen Eroberung Edirnes angibt, beginnt sein Bericht. Die nichtmuslimische Bevölkerung und auch ihre Bauwerke erwähnt er mit Ausnahme der byzantinischen Fortifikationsanlagen nicht. Sein Wissen schöpft er aus einer großen Zahl von Chroniken, die er auch erwähnt, sowie aus Grab- und Gebäudeaufschriften, lokalen Erzählungen, vermehrt durch persönliche Beobachtungen. Das Werk wurde von einigen Chronisten als Grundlage für ihre Arbeit verwendet, z. B. auch von seinem berühmten Zeitgenossen Katib Çelebi.
Die 14 Kapitel beschäftigen sich mit folgenden Themen:
1. Kurzer Bericht über die osmanische Eroberung Edirnes
2. Moscheen (beginnend mit der Selimiye und anderen von Sultanen erbauten), genaue Beschreibung
3. Stadtmauern, Marktplätze, Paläste (Yeni Saray, Mamaq Saray), Gartenanlagen
4. 24 Medresen, 20–30 Derviş-Klöster, öffentliche Bäder in der Umgebung (ılıca), heilige Brunnenanlagen (ayazama)
5. 18 Einkehrgasthäuser (han)
6. 22 offene Badehäuser (hammam), besonders erwähnt sind auch die 11 zerstörten
7. Wasserstraßen (drei Flüsse), Brücken, Quellen, Gärten
8. Ortschaften und Stadtbezirke (qasabah)
9. Gräber von şeyhs, ulema und Qādīs
10. Biographien der in Edirne residierenden Sultane bis Mehmed IV. (1648)
11. Aufzählung und Daten aller acht in Edirne geborenen Qādīs
12. In Edirne geborene Dichter und ihre Werke
13. Bemerkenswerte und eigenartige Ereignisse bis zum Jahre 1624 (ahval-i 'acıbe ve veqa'i-i garıbe)
14. Edirne preisende Gedichte

Weitere Werke sind Defter-i Ahbar (dt. „Register der Traditionen“), eine osmanische Geschichte vom Beginn an bis zur Regierungszeit von Murad IV. und Ahmed I. (1617). Diese Schrift ist in sechs Kapitel und eine Zusammenfassung gegliedert.
Menasik-i Mesalik (dt. „Religiöse Riten und Zeremonien“) beschreibt seinen haddsch nach Mekka 1632. Alle Stationen der Pilgerreise von Edirne über Istanbul, Konya, Aleppo und Damaskus bis zu den heiligen Stätten im Hedschas mit Distanzangaben, Routen und Herbergen sind genannt. Der größte Teil des Textes befasst sich mit den Zeremonien und Gebeten, die in Mekka und Umgebung zu verrichten sind. Auch die Probleme der Osmanen mit den räuberischen Nomadenstämmen Arabiens und den alteingesessenen Mekkanern werden beschrieben.